# Tréflaouénan
Tréflaouénan [tʁeflawenɑ̃] est une commune du Finistère (Bretagne), en France. Tréflaouénan vient du breton treb (village) et de Saint Laouénan ou Loëvan (Lavan), (disciple de Saint Paul Aurélien). On trouve les appellations suivantes : Trefflouenan (en 1446), Treffloenan (en 1516) et Trefflaouenan (en 1534).

## Toponymie
Attesté sous la forme Trefflouenan en 1446.
Ce toponyme dérive de Tref- désignant une paroisse ou entité administrative bretonne et de l'éponyme saint Laouenan.
Le nom signifie donc la « trève de Laouénan », ou littéralement « trève du roitelet ».
Trelaouenan, en breton, sans accent.

## Géographie
| Plouescat                | Cléder       | Sibiril, Plougoulm |
| Plounévez-Lochrist       | Tréflaouénan | Mespaul            |
| Plouzévédé, Saint-Vougay | Trézilidé    | Plouvorn           |

### Hydrographie
Pour un article plus général, voir Réseau hydrographique du Finistère.
La commune est située dans le bassin Loire-Bretagne. Elle est drainée par le Guillec et divers autres petits cours d'eau,.
Le Guillec, d'une longueur de 25 km, prend sa source dans la commune de Saint-Vougay et se jette  dans la Manche entre les communes de Sibiril et de Plougoulm, après avoir traversé huit communes.  Les caractéristiques hydrologiques du Guillec sont données par la station hydrologique située sur la commune de Trézilidé. Le débit moyen mensuel est de 0,707 m3/s. Le débit moyen journalier maximum est de 12 m3/s, atteint lors de la crue du 10 janvier 1982. Le débit instantané maximal est quant à lui de 15,3 m3/s, atteint le même jour.

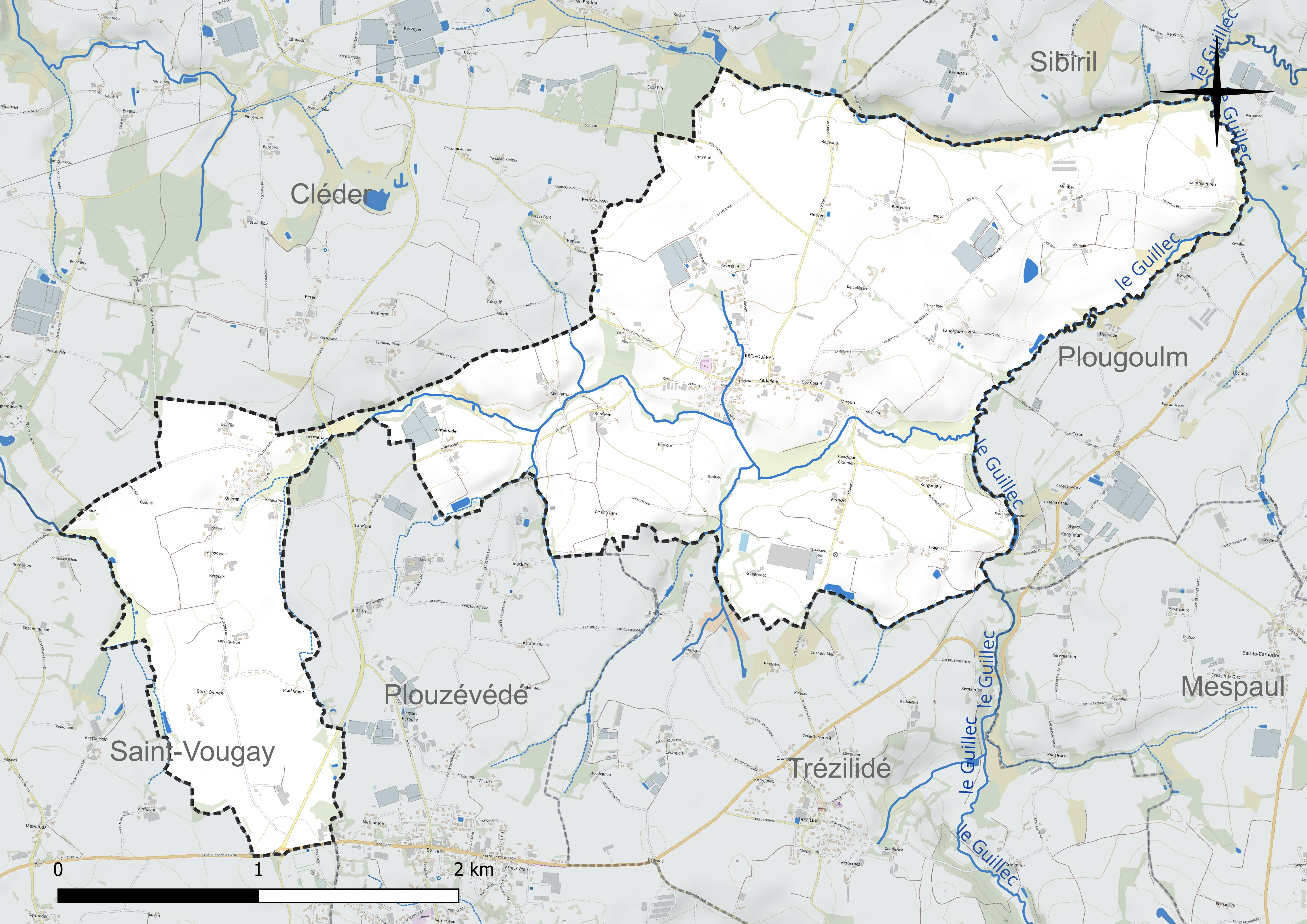
Réseau hydrographique de Tréflaouénan.

### Climat
Pour des articles plus généraux, voir Climat de la Bretagne et Climat du Finistère.
En 2010, le climat de la commune est de type climat océanique franc, selon une étude du CNRS s'appuyant sur une série de données couvrant la période 1971-2000. En 2020, Météo-France publie une typologie des climats de la France métropolitaine dans laquelle la commune est exposée à un climat océanique et est dans la région climatique  Finistère nord, caractérisée par une pluviométrie élevée, des températures douces en hiver (6 °C), fraîches en été et des vents forts. Parallèlement l'observatoire de l'environnement en Bretagne publie en 2020 un zonage climatique de la région Bretagne, s'appuyant sur des données de Météo-France de 2009. La commune est, selon ce zonage, dans la zone « Monts d'Arrée », avec des hivers froids, peu de chaleurs et de fortes pluies.  
Pour la période 1971-2000, la température annuelle moyenne est de 11,5 °C, avec  une amplitude thermique annuelle de 9,4 °C. Le cumul annuel moyen de précipitations est de 911 mm, avec 16,3 jours de précipitations en janvier et 7,7 jours en juillet. Pour la période 1991-2020, la température moyenne annuelle observée sur la station météorologique la plus proche, située sur la commune de Saint-Servais à 14 km à vol d'oiseau, est de 11,6 °C et le cumul annuel moyen de précipitations est de 1 160,4 mm,. Pour l'avenir, les paramètres climatiques de la commune estimés pour 2050 selon différents scénarios d'émission de gaz à effet de serre sont consultables sur un site dédié publié par Météo-France en novembre 2022.

## Urbanisme

### Typologie
Au 1er janvier 2024, Tréflaouénan est catégorisée commune rurale à habitat dispersé, selon la nouvelle grille communale de densité à 7 niveaux définie par l'Insee en 2022.
Elle est située hors unité urbaine. Par ailleurs la commune fait partie de l'aire d'attraction de Roscoff - Saint-Pol-de-Léon, dont elle est une commune de la couronne,. Cette aire, qui regroupe 9 communes, est catégorisée dans les aires de moins de 50 000 habitants,.

### Occupation des sols
L'occupation des sols de la commune, telle qu'elle ressort de la base de données européenne d'occupation biophysique des sols Corine Land Cover (CLC), est marquée par l'importance des territoires agricoles (95,1 % en 2018), une proportion sensiblement équivalente à celle de 1990 (94,9 %). La répartition détaillée en 2018 est la suivante : 
terres arables (54,4 %), zones agricoles hétérogènes (35,8 %), prairies (4,9 %), zones urbanisées (4,7 %), forêts (0,2 %). L'évolution de l'occupation des sols de la commune et de ses infrastructures peut être observée sur les différentes représentations cartographiques du territoire : la carte de Cassini (XVIIIe siècle), la carte d'état-major (1820-1866) et les cartes ou photos aériennes de l'IGN pour la période actuelle (1950 à aujourd'hui).

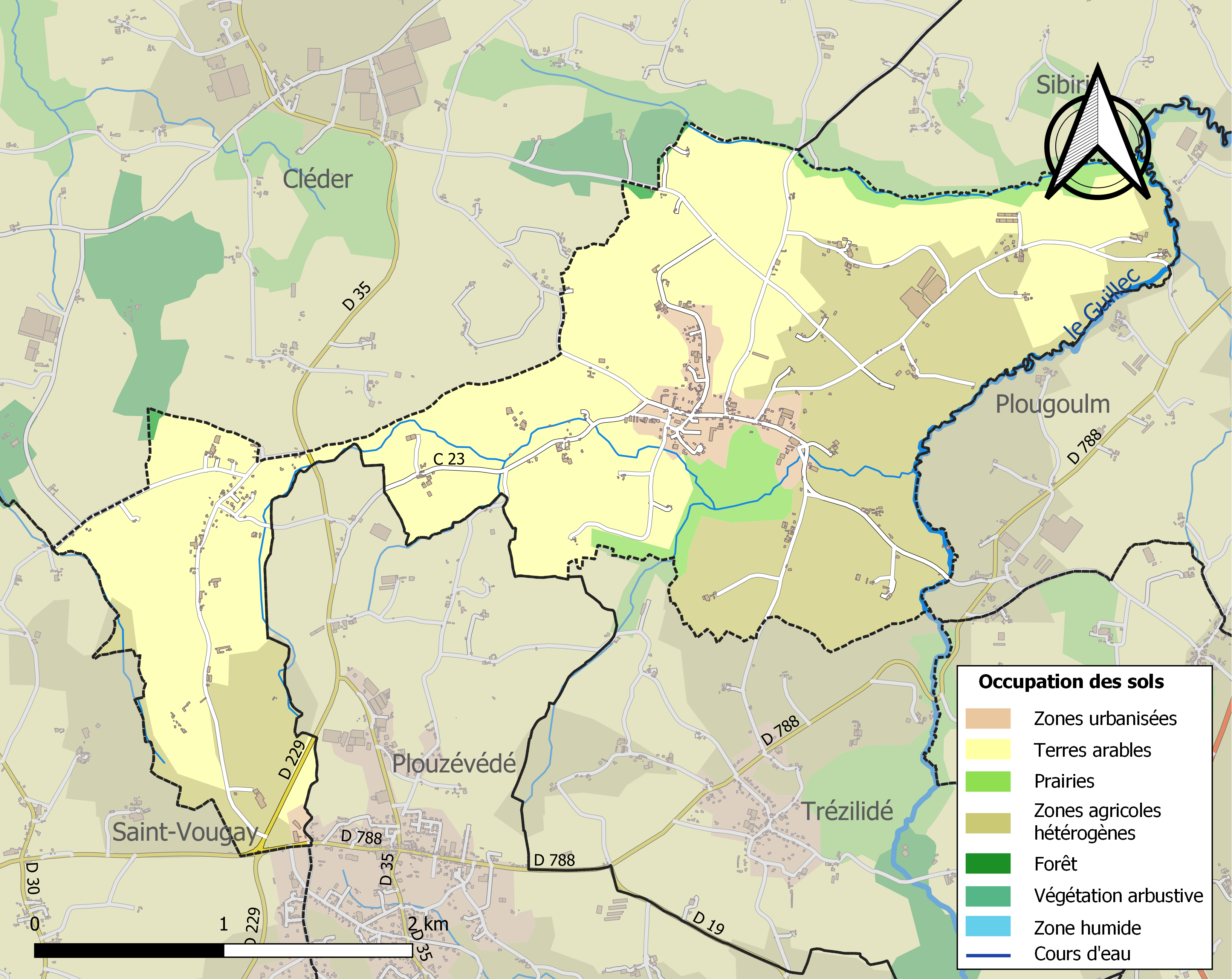
Carte des infrastructures et de l'occupation des sols de la commune en 2018 (CLC).

## Histoire

### Origines
Tréflaouénan a pour éponyme saint Laouenan (dit aussi saint Houarné), fêté le 15 février. Ce moine breton venu du pays de Galles, ami et compagnon de saint Tugdual, disciple de saint Paul Aurélien, fonde une trève (lieu-dit) vers 530 avec un petit oratoire qui dépassait de la paroisse-mère de Plouzévédé. Selon l'abbé Le Guen, Tévédec et Laouenan, deux disciples de Paul Aurélien, évangélisèrent les tribus dont se sont formées les paroisses de Plouzévédé, de Plouénan et de Tréflaouénan.
Tréflaouénan devait être un lieu de passage pour les Celtes ; des vestiges préhistoriques retrouvés sur la commune à Kerhuel à l'est, à Bodilio, à Quéran à l'ouest l'attestent. Au Ve siècle, des émigrés gallois, les Bretons, débarquent en Armorique par famille ou par clans avec leurs chefs religieux et civils pour s'installer progressivement, sans créer de réelles difficultés. Armoricains et Bretons se connaissent assez bien, ils procèdent à des échanges depuis des siècles, leurs cultures, costumes et langues sont assez proches. Leurs agglomérations s'appellent des « plou » ou « gwi », paroisses auxquelles les chefs donnent leur nom (Plouescat, Plouvorn, Guipavas...) et se subdivisent en « tref » ou trèves avec un lieu de culte.

### Moyen Âge
De l'importance devait être accordée à saint Laouénan, pourtant simple abbé. En effet, un acte de 1528 dit qu'à cette époque on avait coutume dans la paroisse de déférer le serment aux créanciers et débiteurs sur les reliques de « Monseigneur sainct-Laouenan » (an aotrou). Ses reliques furent conservées à Tréflaouénan jusqu'au XVIe siècle environ. Le reliquaire existe toujours et est sorti pour la procession, le 2e dimanche de juillet, jour du pardon.
Vers 1330, Tréflaouénan et ses trèves de Quéran et de Trézilidé sont un démembrement de l'ancienne paroisse primitive de Plouzévédé. C'est à Quéran que saint Hervé est élevé. La paroisse de Tréflaouénan dépend de l'évêché de Léon. En 1792-1793, Quéran est rattaché à Tréflaouénan.

Aux XVe-XVIe siècles, la seigneurie la plus influente de Tréflaouénan est celle des Tournemine.

### Époque moderne

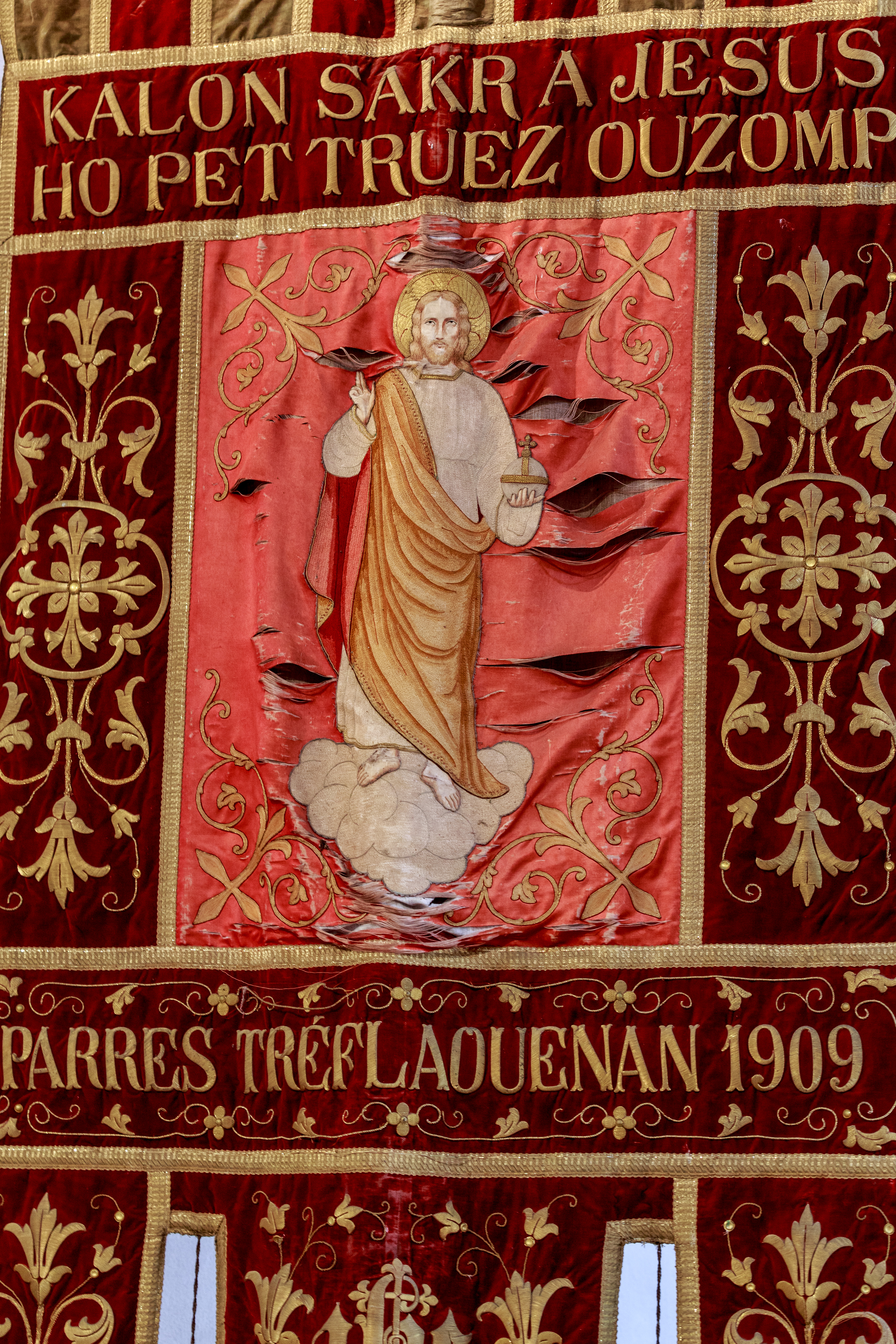
Bannière du Sacré-Cœur de la paroisse.

En 1594, pendant les guerres de la Ligue, François de Coëtnempren, seigneur de Kerdélégan, était capitaine des arquebusiers des paroisses de Cléder, Plouescat, Treffaouënan [Tréflaouénan], Guitevedé [Plouzévédé] et Plounéour [Plounévez-Lochrist].
En 1759, une ordonnance de Louis XV ordonne à la paroisse de Treflaouënan [Tréflaouénan] de fournir 19 hommes et de payer 124 livres, et à celle de Larret de fournir 2 hommes et de payer 13 livres pour « la dépense annuelle de la garde-côte de Bretagne ».
Au XVIIIe siècle, l'épiscopat fit détruire le prétendu tombeau de saint Houarné à Tréflaouénan car il était un lieu où survivaient des pratiques religieuses pré-chrétiennes.

### Révolution française
En mars 1793, les paysans révoltés du Léon s'insurgent à l'occasion de la levée de 300 000 hommes ; ils sont alors dirigés par François Bolloré de Kerbalannec, originaire de Tréflaouénan : après leur défaite lors de la bataille de Kerguidu, ils se soumirent à Canclaux, commandant en chef de l'Armée des côtes de Brest ; ils remirent leurs armes, des otages, et payèrent les frais de l'expédition.
Les communes insurgées acceptent le 27 mars 1793 les conditions suivantes : « tous les particuliers (...) seront désarmés dans tiers [trois] jours à la diligence de leurs conseils généraux (...) et tous les fusils seront remis et toutes autres armes offensives, aux administrateurs de leurs districts respectifs (...) ; le contingent des dites communes sera fourni dans tout délai de demain (...) ; les frais de l'emploi de la force armée et autres dépenses nécessitées par la révolte des paroisses seront réglées par une contribution dont la masse sera répartie entre les dites paroisses (...), et payée dans tiers jours après qu'elle sera connue ; (...) les principaux coupables et les chefs de l'insurrection dans chacune des trois communes seront désignés par elles aux commissaires ; (...) les cloches des dites paroisses seront descendues (...) ; les ponts abattus par les rebelles seront rétablis aux fais des paroisses insurgées (...) ; les communes (...) fourniront chacune quatre otages de choix et parmi leurs notables habitants pour sûreté de l'accomplissement des conditions ci-dessus (...) ». Le conseil municipal de Tréflaouénan accepta ces conditions et désigna des otages. Tréflaouénan dut payer 6 000 livres.

### LeXIXesiècle
Le pourcentage de conscrits illettrés à Tréflaouénan entre 1858 et 1867 est de 67 %.

### LeXXesiècle

#### La Belle Époque
Répondant en 1904 à une enquête de l'inspection académique, Quéré, instituteur à Tréflaouénan écrit que « la grande majorité de la population comprend mieux le breton que le français ; plusieurs personnes, surtout parmi celles qui sont un peu avancées en âge, ne comprennent pas du tout la langue française ».

#### La Première Guerre mondiale
Le monument aux morts de Tréflaouénan porte les noms de 37 soldats morts pour la France pendant la Première Guerre mondiale.

#### La Seconde Guerre mondiale
Le monument aux morts de Tréflaouénan porte les noms de 8 personnes mortes pour la France pendant la Seconde Guerre mondiale.

## Politique et administration
| Période                                  | Période     | Identité               | Étiquette | Qualité |
| ---------------------------------------- | ----------- | ---------------------- | --------- | ------- |
| ?                                        | 1983        | Eugène Quéméner        |           |         |
| 1983                                     | 1995        | Yvon Quéméner          | DVG       |         |
| 1995                                     | 2008        | Jean Rosec             |           |         |
| 2008                                     | 2014        | André Seité            |           |         |
| 2008                                     | 2014        | André Seité            |           |         |
| 2014                                     | 26 mai 2020 | Jean-François Calarnou | DVD       | Artisan |
| 26 mai 2020                              | En cours    | Jacques Pontu          |           |         |
| Les données manquantes sont à compléter. |             |                        |           |         |

## Démographie
| 1793 | 1800 | 1806  | 1821 | 1831 | 1836 | 1841 | 1846 | 1851 |
| ---- | ---- | ----- | ---- | ---- | ---- | ---- | ---- | ---- |
| 625  | 796  | 1 136 | 838  | 856  | 903  | 907  | 944  | 911  |

| 1856 | 1861 | 1866 | 1872 | 1876 | 1881 | 1886 | 1891 | 1896 |
| ---- | ---- | ---- | ---- | ---- | ---- | ---- | ---- | ---- |
| 878  | 865  | 874  | 867  | 855  | 827  | 815  | 792  | 750  |

| 1901 | 1906 | 1911 | 1921 | 1926 | 1931 | 1936 | 1946 | 1954 |
| ---- | ---- | ---- | ---- | ---- | ---- | ---- | ---- | ---- |
| 721  | 761  | 748  | 709  | 692  | 667  | 668  | 654  | 601  |

| 1962 | 1968 | 1975 | 1982 | 1990 | 1999 | 2004 | 2006 | 2009 |
| ---- | ---- | ---- | ---- | ---- | ---- | ---- | ---- | ---- |
| 602  | 567  | 519  | 509  | 432  | 434  | 488  | 501  | 534  |

| 2014 | 2019 | 2022 | - | - | - | - | - | - |
| ---- | ---- | ---- | - | - | - | - | - | - |
| 508  | 521  | 523  | - | - | - | - | - | - |

## Monuments et lieux
- Église Saint-Léonor (XVIe siècle).

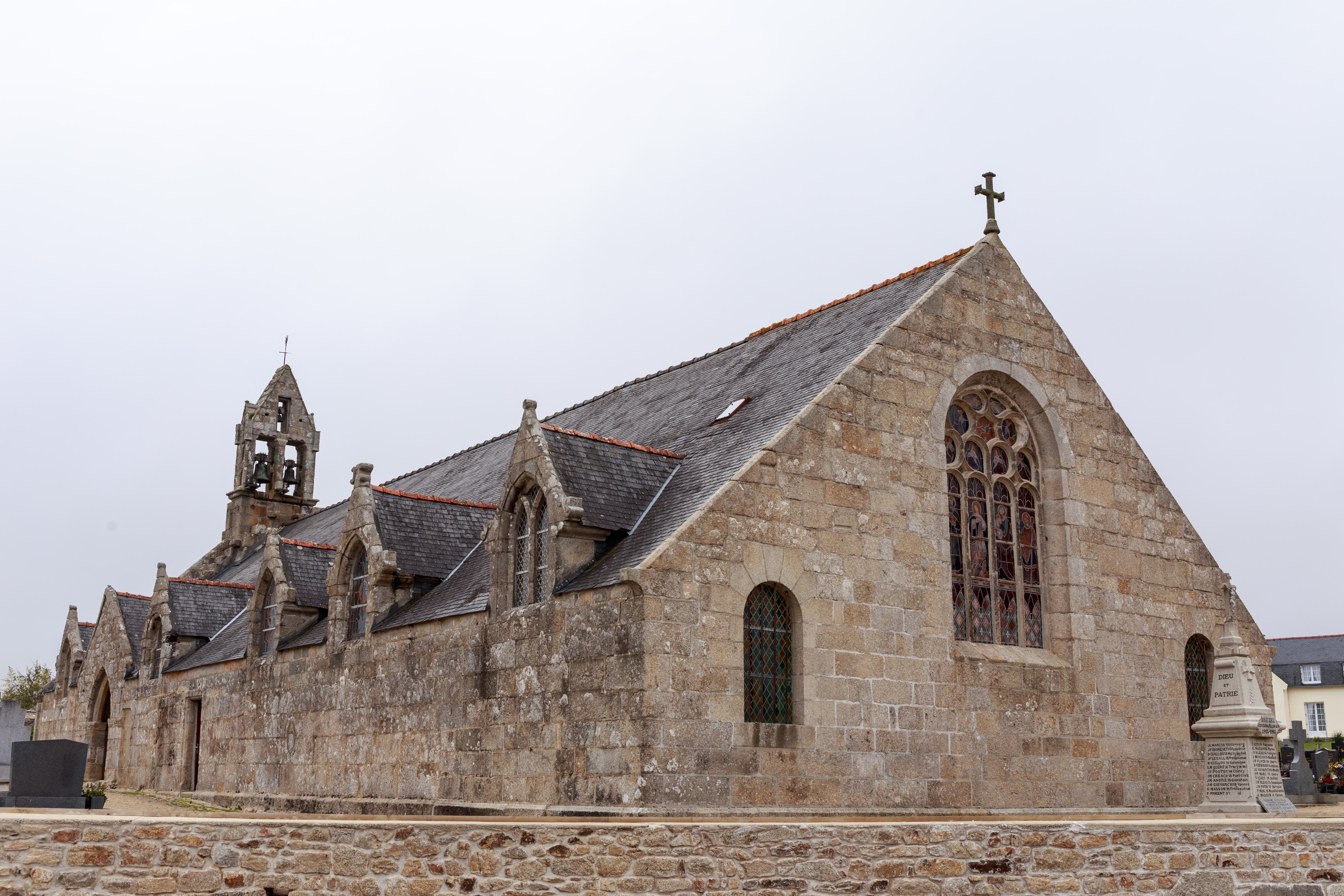
L'église paroissiale Saint-Léonor.

- Ancienne chapelle Saint-Jean-de-Kéran, disparue de nos jours[36].
- Ancienne chapelle Saint-Herbot.
- Croix de Coz Castel entre autres.
- Manoir de Creac'h-Ingar (XVIe siècle).
- Manoir de Kerzelegan (XVe siècle).
- Ancien château de Kermilin (XVe siècle).
- Kerguiduff.
- Ferme musée du Léon (1650).
- 5 moulins.

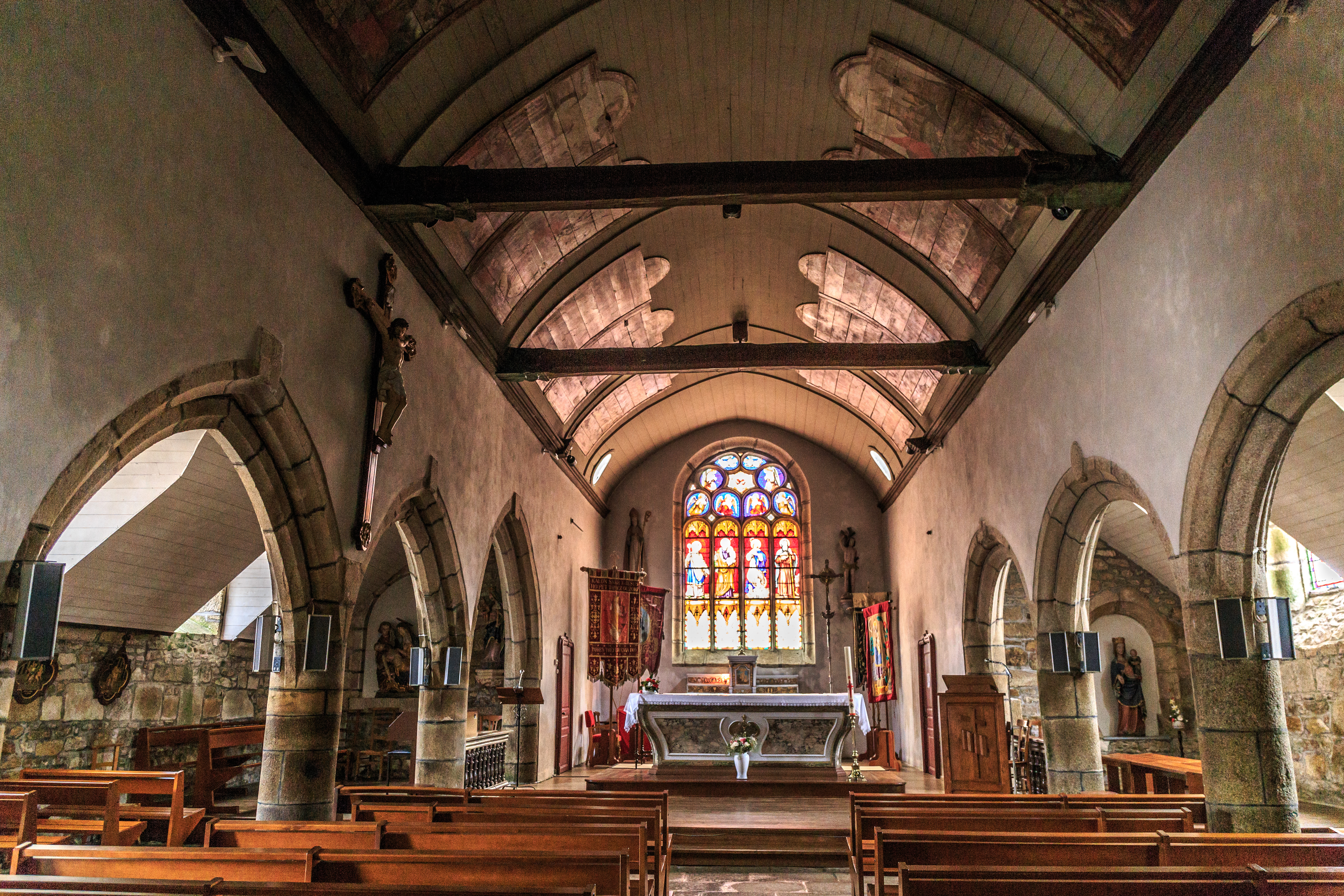
Intérieur de l'église Saint-Léonor.
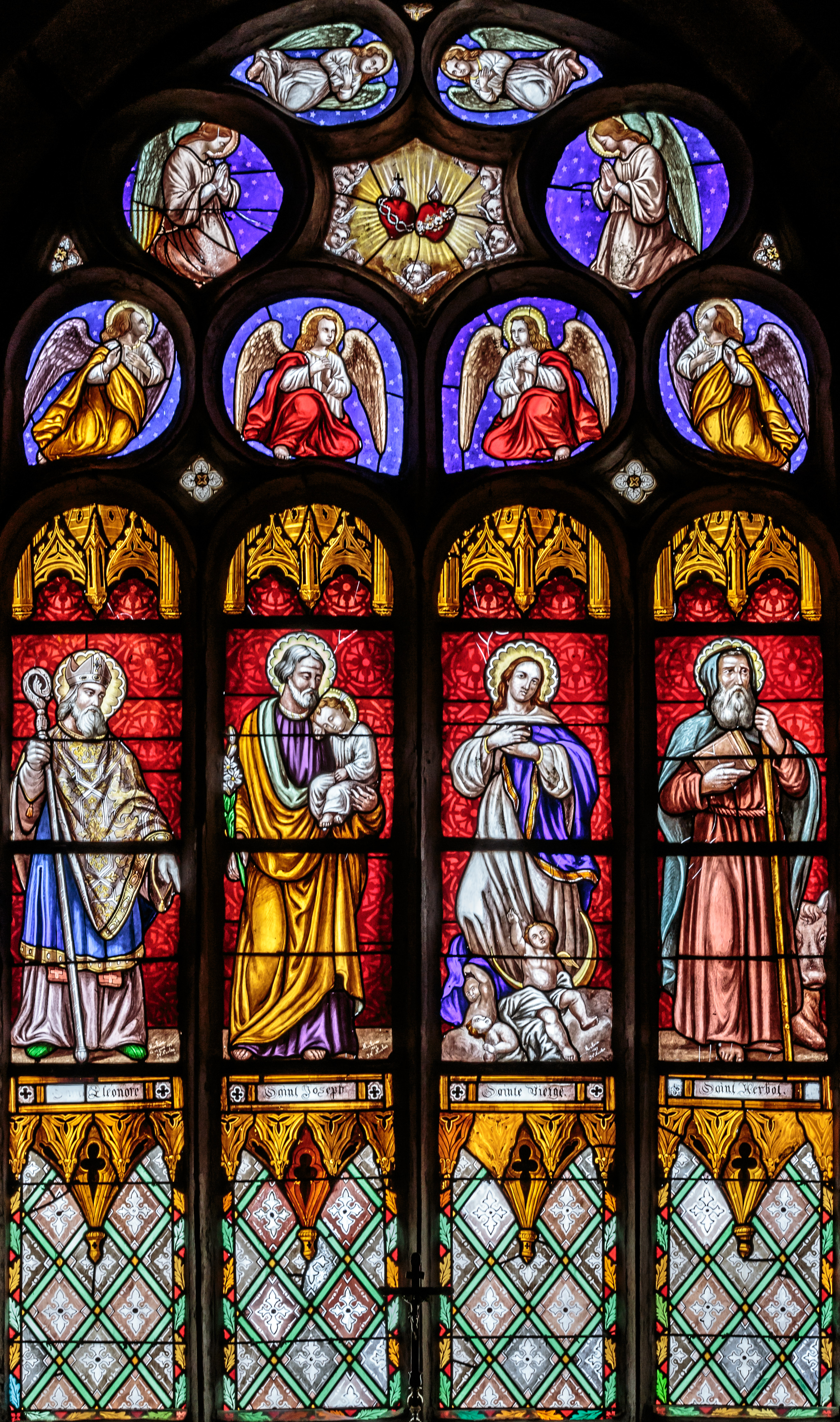
Maîtresse-vitre de l'église.
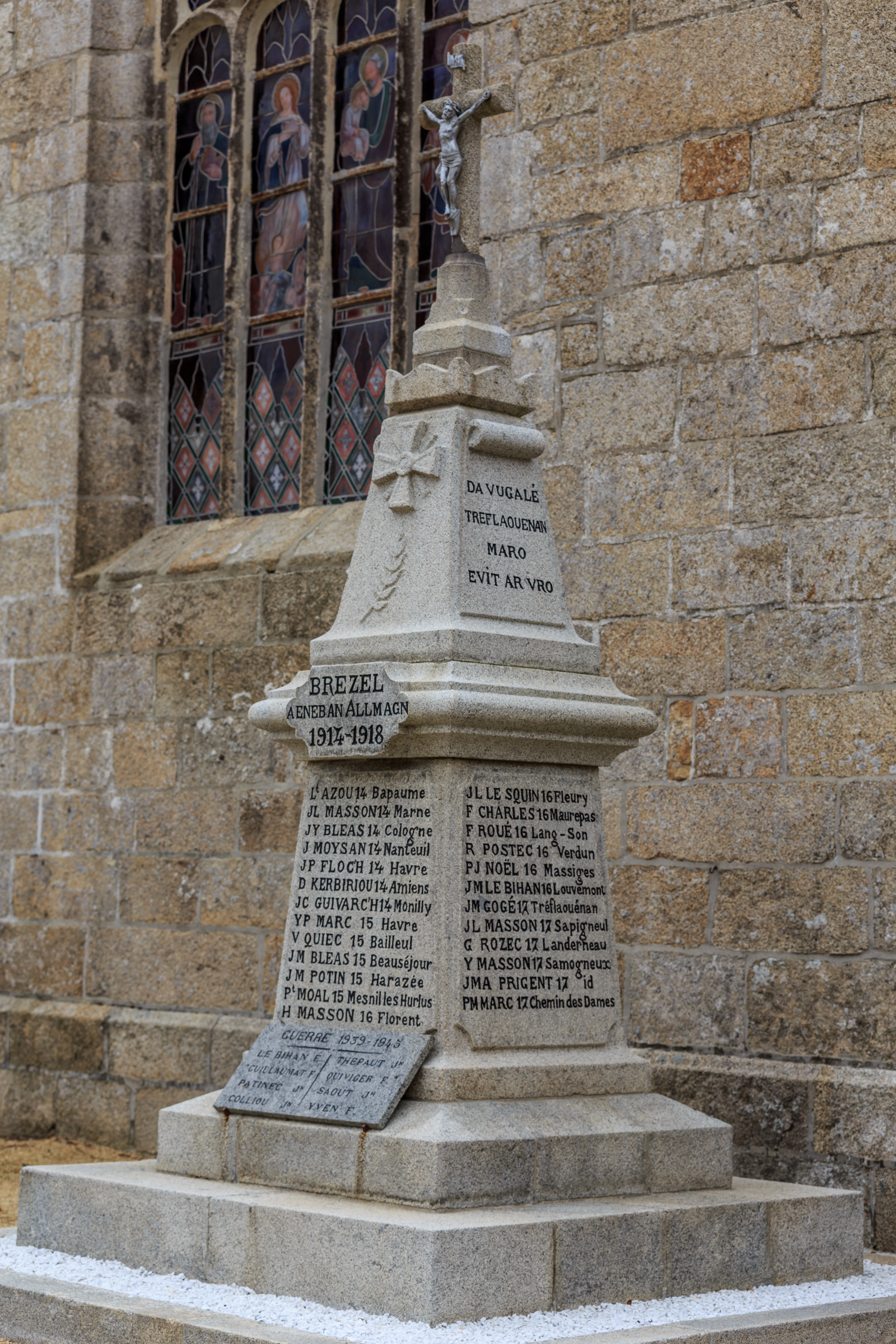
Monument aux morts des guerres.
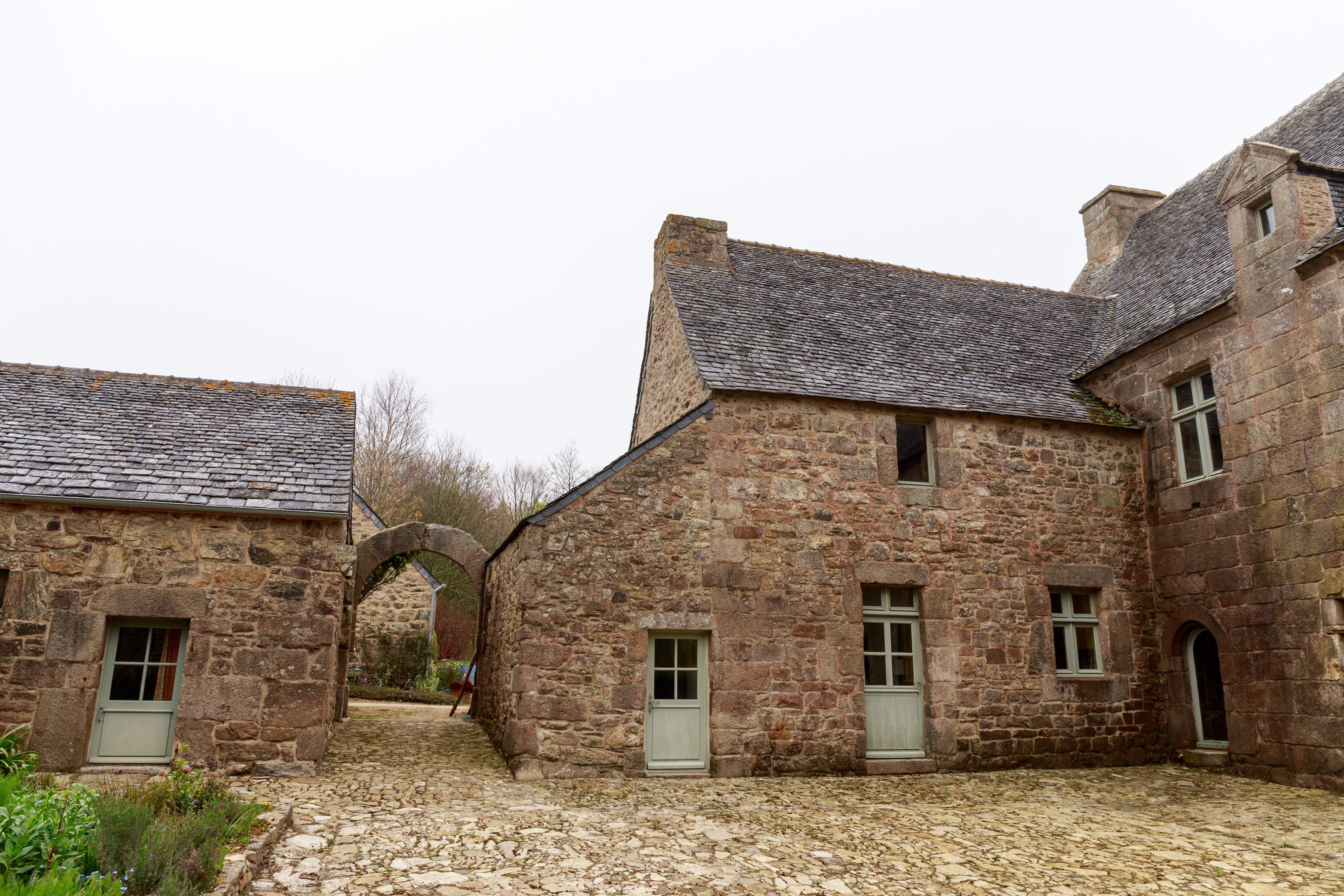
Manoir de Creac'h-Ingar.

## Événements
- 1988 : Tréflaouénan obtient le 3e Prix National des villes et villages fleuris.
- 1992 : Tréflaouénan obtient 2 fleurs au concours des villes et villages fleuris.
- 2005 : Tréflaouénan obtient 3 fleurs au concours des villes et villages fleuris.